# 友谊街道 (唐山市)
友谊街道，是中华人民共和国河北省唐山市路南区下辖的一个乡镇级行政单位。

## 行政区划
友谊街道下辖以下地区：
友谊里社区、定福里社区、正泰里福兴园社区、常泰里福乐园社区、友谊南里社区、永乐园社区、开源社区、燕京东里社区和燕京西里社区。